# Ratno Górne
Ratno Górne (deutsch: Oberrathen) ist ein Ort in der Stadt- und Landgemeinde Radków (Wünschelburg) im Powiat Kłodzki der Wojewodschaft Niederschlesien in Polen.

## Geographie
Ratno Górne liegt am Nordrand des Heuscheuergebirges, zehn Kilometer südwestlich von Nowa Ruda (Neurode). Es wird von der Posna durchflossen, einem rechten Nebenfluss der Steine (polnisch Ścinawka). Nachbarorte sind Gajów (Reichenforst) im Norden, Ścinawka Górna (Obersteine) im Nordosten, Ratno Dolne (Niederrathen) im Osten, Wambierzyce (Albendorf) im Südosten, Nowy Świat im Süden sowie Radków im Westen.

## Geschichte
Oberrathen wurde erstmals 1347 urkundlich erwähnt. Es gehörte zum Glatzer Land, mit dem es die Geschichte seiner politischen und kirchlichen Zugehörigkeit von Anfang an teilte. Für 1414 ist ein Freirichtergut belegt. 1601 verkaufte der böhmische Landesherr Rudolf II. Oberrathen an die Stadt Wünschelburg, die es 1631 wegen Überschuldung an ihre Gläubiger abtreten musste. 1684 erwarb Daniel Paschasius von Osterberg Oberrathen, der es 1711 seinem Sohn Johann Anton vererbte. Dieser verkaufte Oberrathen 1761 an den Neuroder Kommerzienrat Leopold Genedel. Für 1805 sind ein Freirichtergut, 15 Bauern sowie 58 Gärtner- und Häuslerstellen nachgewiesen.
1854 verkauften die Genedel-Erben Oberrathen an Woldemar von Johnston, dem sein Sohn Maximilian folgte. Über dessen Witwe gelangte der Besitz an Baron von Blanckart. Oberrathen gehörte immer zur Pfarrei Wünschelburg, wohin die Kinder zunächst auch zur Schule gingen. 1885 errichtete die Gemeinde Oberrathen ein eigenes Schulgebäude. Das Oberrathener Freirichtergut hat sich bis in das 20. Jahrhundert als besonderer Besitz erhalten und gehörte 1851–1916 der Stadt Wünschelburg.
Nach dem Ersten Schlesischen Krieg 1742 und endgültig mit dem Hubertusburger Frieden 1763 kam Oberrathen zusammen mit der Grafschaft Glatz an Preußen. Nach der Neugliederung Preußens gehörte es ab 1815 zur Provinz Schlesien, die in Landkreise aufgeteilt wurde. 1816–1853 war der Landkreis Glatz, 1854–1932 der Landkreis Neurode zuständig. Nach dessen Auflösung 1933 gehörte Oberrathen bis 1945 wiederum zum Landkreis Glatz. Bereits 1874 war der Amtsbezirk Rathen gegründet worden, dem die Landgemeinden Nieder Rathen und Ober Rathen sowie der Gutsbezirk Nieder Rathen eingegliedert wurden. 1933 wurde die Landgemeinde Oberrathen in die Stadt Wünschelburg eingegliedert.
Als Folge des Zweiten Weltkriegs fiel Oberrathen 1945 an Polen und wurde in Ratno Górne umbenannt. Die deutsche Bevölkerung wurde vertrieben. Die neu angesiedelten Bewohner waren teilweise Zwangsumgesiedelte aus Ostpolen, das an die Sowjetunion gefallen war. 1975–1998 gehörte Ratno Górne zur Woiwodschaft Wałbrzych (Waldenburg).